# Xavier Abril
Xavier Abril de Vivero (Lima, 4 de noviembre de 1905 - Montevideo, 1 de enero de 1990) fue  poeta, ensayista, crítico literario y promotor cultural peruano. 
Es uno de los más destacados representantes del vanguardismo en Latinoamérica. Perteneció a la Generación del 30 (la misma a la que pertenecieron los poetas peruanos Martín Adán, Emilio Adolfo Westphalen, César Moro y Carlos Oquendo de Amat) y es considerado por la crítica como el introductor del surrealismo o suprarealismo en el Perú. 
El poeta pasó una larga temporada en Europa (1926-1936), durante la cual se integró a las actividades del grupo surrealista original: André Breton, Paul Eluard, Louis Aragon y Tristan Tzara. Poeta talentoso y perseverante, Xavier Abril publicó unos pocos poemarios en su larga vida, dejando una gran cantidad de textos inéditos. Como ensayista se consagró al estudio de los grandes autores clásicos y modernos, logrando penetrantes y muy originales análisis de sus obras. Fue amigo personal del poeta César Vallejo y uno de los primeros estudiosos de su obra.

## Biografía
Hijo de Carlos Abril y Borgoño y Amalia de Vivero y Merino, quienes conformaban una familia tradicional de amplios intereses culturales. De 1911 a 1923 cursó estudios en el colegio Alemán; allí tuvo como compañeros a Estuardo Núñez, Emilio Adolfo Westphalen y Martín Adán. Finalizó su instrucción en el colegio San Agustín y en el Instituto Lima. A los 19 años imprimió la revista Pegaso, que publicó un solo número. Frecuentó el selecto círculo cultural del poeta José María Eguren, en Barranco. Desde 1926 a 1930 colaboró en la revista Amauta de José Carlos Mariátegui. En 1926 se trasladó a España, donde cursó varias materias en la Real Escuela de Bellas Artes de San Fernando, en Madrid, hasta 1927. Participó entusiastamente en la vida cultural del momento, haciendo frecuentes visitas al museo del Prado. En julio de aquel año realizó un viaje a París, que sería decisivo para su formación poética. Allí participó en el debate surrealista junto a Breton, Eluard, Aragón, entre otros.
Retornó al Perú en 1928 y se incorporó a la plana de redacción de la revista Amauta. Fue ganado por la prédica revolucionaria marxista de Mariátegui. Colaboró también en las revistas Mundial y Variedades. Ingresó a la facultad de Ciencias Económicas de la Universidad Nacional Mayor de San Marcos y a la de Letras (1929). Luego volvió a Europa y radicó en España por segunda vez (1930). Colaboró asiduamente en la revista Bolívar, fundada y dirigida por su hermano Pablo. Al mismo tiempo publicó sus críticas literarias en el diario El Sol y Ediciones Ulises lanza la primera edición de su libro titulado Hollywood (1931), novela poética que ha sido comparada a La casa de cartón de Martín Adán. Ese mismo año fue designado coeditor de la revista Front –revista trilingüe– editada en Ámsterdam. El verano de 1932 lo pasó entre Lisboa y Estoril, donde corrigió las pruebas de su obra Difícil trabajo, que tres años más tarde publicaría la editorial Plutarco de Madrid. Ese año conoció el Marruecos español y Tánger. En compañía de Rafael Alberti, fundó en 1933 la revista Octubre, de tendencia socialista y prologó la obra Consignas del citado poeta español. Colaboró además en diversos periódicos españoles, como Frente, Pueblo y Mundo obrero. 
Cuando se produjo la huelga general revolucionaria en Madrid y el resto de España, los guardias de asalto destruyeron sus libros y originales. Fue conminado a abandonar el país. A fines de 1934 partió a París, donde frecuentó a los poetas surrealistas André Breton y Paul Eluard. El 16 de febrero de 1936, en vísperas de las elecciones españolas, publicó un mensaje dirigido a los intelectuales, a fin de movilizarlos para la lucha política. Viajó al norte de África, donde visitó Ceuta, Tetuán, Tánger, Fez y Casablanca. Retornó a Madrid y ofreció una lectura de sus poemas y una conferencia sobre los mismos en El Ateneo de Madrid. Cuando preparó un nuevo viaje a París, estalló la guerra civil española. En Francia escribió sus apuntes de la guerra. 
Nuevamente en el Perú, en 1937 publicó en Lima su libro de poemas Descubrimiento del alba. En el año siguiente falleció en París el poeta César Vallejo y Abril organizó en Lima en 1940 un homenaje en su memoria en el auditorio del Campo de Marte, con la participación de la Orquesta Sinfónica Nacional, dirigida por Theo Buchwald. Partió al año siguiente para Chile, invitado por el ministerio de Relaciones Exteriores de dicho país. Recorrió todo el extremo sur del país. A fines de 1941 partió hacia Buenos Aires, donde fue agasajado por el Pen Club, junto con Baldomero Fernández Moreno y Conrado Nalé Roxlo. 
Regresó al Perú por la vía del estrecho de Magallanes. En 1950 visitó por primera vez Montevideo, lugar donde radicó hasta su muerte. Se casó con la pintora uruguaya Sara Acosta. Sirvió como agregado cultural de la embajada peruana, ad-honorem desde septiembre de 1958 a marzo de 1972, y contratado luego, hasta su deceso, que se produjo el primer día de 1990. Poco antes de morir, fue condecorado por el gobierno del Perú en consideración a su infatigable aporte a la cultura nacional.

## Importancia
Xavier Abril es uno de los principales poetas del Perú, contándose entre los primeros representantes del vanguardismo de su país. Especialmente fue influenciado por el surrealismo y sus técnicas como la escritura automática y las imágenes oníricas, aunque su poética sufrió con el tiempo una evolución, volviéndose más comprometida socialmente y más pura a la vez. Pese a sus méritos, su obra es poco conocida dentro del Perú. En la década de 1930 publicó tres poemarios: Hollywood. Relatos contemporáneos (Madrid, 1931), Difícil trabajo (Madrid, 1935) y Descubrimiento del alba (Lima, 1937).  
Hollywood es una especie de novela poemática. Difícil trabajo, con prólogo de Westphalen, es una antología personal que reúne su producción poética desde 1923 a 1935; corresponde a su etapa surrealista. Descubrimiento del alba está considerado como uno de los más importantes poemarios aparecidos durante el siglo XX. Este libro fue seleccionado por el gran novelista James Joyce cuando tuvo que reducir significativamente su biblioteca; después de su muerte aún se encontraba allí.
Luego de publicadas estas obras Abril siguió escribiendo poemas que permanecieron inéditos, sumiéndose en un largo silencio que fue roto cincuenta años después con la publicación de La rosa escrita (Montevideo, 1987) y Declaración de nuestros días (Montevideo, 1988). 

## Obras

### Poesía
En vida publicó las siguientes obras:
- Exposition de poèmes et designs (París, 1927), plaqueta.
- “Poemas diversos” (en la revista Amauta, 1926 - 1930)
- Hollywood (Madrid, 1931)
- Difícil trabajo (Madrid, 1935)
- Descubrimiento del alba (Lima, 1937)
- La rosa escrita (Montevideo, 1987 y Lima, 1996)
- Declaración de nuestros días (Montevideo, 1988).

Póstumamente han sido publicadas las siguientes recopilaciones:
- Poesía inédita (Montevideo, 1994).
- Poesía soñada, obra poética completa (Lima, UNMSM, 2006).

## Otras creaciones
Publicó además:
- La pintura de Bob Gesinus (con Ernesto Sábato, Buenos Aires, 1949).
- Eguren, el oscuro. (El simbolismo en América) (Córdoba, 1970), que en 1971 mereció el Premio Nacional otorgado a los ensayos literarios.
- Antología de la poesía moderna hispanoamericana (Montevideo, 1956).

La producción póstuma de Abril es considerable y comprende 55 años de oficio, desde la poesía “comprometida” hasta poemas herméticos y sugerentes, con huellas de la poesía tradicional española, la del Siglo de Oro y la poesía “pura” francesa. Jorge Kishimoto –albacea literario del poeta– ha editado la novela surrealista El autómata –escrita en la década de 1930–, en la antología Narrativa peruana de vanguardia (Lima, 1993). 
Falta también publicar su abundante epistolario con las más destacadas figuras de la vanguardia en América y Europa.

## Cosmopolita y moderno
Fue durante su etapa europea en que el poeta publicó su primer libro, Hollywood (Madrid, 1931), una “novela poemática” y vanguardista, a la manera de La casa de cartón, y cuya descripción cinematográfica de la vida urbana moderna está vinculada con la de 5 Metros de Poemas de Carlos Oquendo de Amat. Pero el de Abril es un texto más cosmopolita y heterogéneo que incluye aforismos, greguerías, poemas y largas prosas descriptivas, plenas de humor y lirismo. Marco Martos, responsable de la edición y el estudio introductorio de Poesía soñada, relaciona las audacias de Hollywood con las de Vallejo en Trilce, “su modelo inmediato”, remarcando los vínculos entre estos cuatro libros esenciales del vanguardismo peruano. 
La etapa surrealista de Abril quedó plasmada en su segundo libro Difícil trabajo (1935), un conjunto de 70 poemas, en su mayor parte escritos en prosa, que muestran el aplicado aprendizaje de los métodos y técnicas propuestos por los surrealistas franceses (la escritura automática, las imágenes oníricas), al que el autor aporta su propia temática personal (el amor, la familia, la belleza y la muerte) y el ritmo natural de la poesía en nuestro idioma. “Poema del sueño dormido”, “Alucinación” y “Del sueño a la creación” son algunos de los títulos de los poemas que hablan claramente de la naturaleza de este libro, presentado por Abril como una antología de su producción poética entre 1926 y 1930. 
Poco después se iniciaría la “vuelta al orden”, el retorno a la versificación y formas estróficas tradicionales, de algunos de los más destacados escritores vanguardistas, incluidos Borges y Martín Adán. Abril participó de este proceso desde su poemario Descubrimiento del alba (1937) y lo continuó durante su largo silencio poético de 50 años, que culminaría en la publicación de La rosa escrita (Montevideo, 1987), colección de romances y sonetos inspirados en la rosa, símbolo poético consagrado de la literatura occidental. Durante ese medio siglo Abril no dejó de escribir poemas, muchos de los cuales fueron incluidos en los libros Declaración de nuestros días (1988) y Poesía inédita (1921-1976) (1994). Esta última fue publicada en Montevideo por la escritora uruguaya María Luz Canosa e incluye los poemarios Experiencia de París (1927-1935), Retratos de mujeres (1934), El gran onírico (1945), La estatua obscura (1949), Pausa (1951-1957) y Al cisne (1958), además de otros poemas sueltos. 
Poesía soñada (Lima, 2006), título que el propio autor escogió para el conjunto de su obra, reúne todos los poemarios mencionados, además de una versión previa de La rosa escrita (1946), recuperada por el estudioso Ricardo Silva-Santisteban. El volumen incluye además una serie de textos sobre la vida y obra de Abril: el estudio preliminar de Martos, un testimonio personal de Clara Abril de Vivero, el ensayo “La poesía de Xavier Abril” de E.A. Westphalen (prólogo de Difícil trabajo), y la detallada “Noticia biobliográfica de Xavier Abril”) escrita por la crítica María Luz Canosa para Poesía inédita.

## Crítica
“La poesía de Abril es una poesía sabia, en vigilia, así como la de Martín Adán es insomne y sonámbula. Tiene, además, como la de Hidalgo, a menudo, intención social. Pugnan en él un esteta y un marxista y siempre un limeño, es decir, un formalista intrínseco, insanable. Pero, cualquiera sea el criterio frente a esta poesía, nadie le niega un buen gusto atento, y un afán de perfeccionarse estudiando el ejemplo de otros poetas.” (Luis Alberto Sánchez).
“La poesía de Xavier Abril es un dirigirse hacia el mundo del sueño, y sus temas han sido tomados de la suprarrealidad que la fusiona en un acto de sensación simbólica. Asimismo, opera el descubrimiento de una naturaleza maravillada y pura que se alimenta a través de la imaginación recreada y bella… a no dudarlo, es uno de los artífices de la poesía con que cuenta el Perú contemporáneo”. (César Toro Montalvo).
“Su poesía es deslumbrante, libérrima en el seguimiento de sus sueños y visiones transrreales, y al mismo tiempo rigurosa en su sabia modelación del ritmo general del poema. De aquí que pudiera, lo que no deja de ser una hazaña de vital sapiencia, renovar el sistema estrófico y versificatorio de los clásicos españoles sin tergiversar la radical modernidad del temple de ánimo de su poesía.” (Antonio Cornejo Polar).